# Борычевка (село)
Боры́чевка (укр. Боричівка) — село в Теребовлянской городской общине Тернопольского района Тернопольской области Украины.
До 2020 года входило в Теребовлянский район.
Население по переписи 2001 года составляло 550 человек. Занимает площадь 2.506 км². Почтовый индекс — 48100. Телефонный код — 3551.